# Sarlande
Sarlande – miejscowość i gmina we Francji, w regionie Nowa Akwitania, w departamencie Dordogne.
Według danych na rok 1990 gminę zamieszkiwało 468 osób, a gęstość zaludnienia wynosiła 13 osób/km² (wśród 2290 gmin Akwitanii Sarlande plasuje się na 734. miejscu pod względem liczby ludności, natomiast pod względem powierzchni na miejscu 210.).